# Дагдская волость
Дагдская волость (латыш. Dagdas pagasts) — одна из 26 территориальных единиц Краславского края Латвии. Граничит с Андрупенской, Асунской, Эзерниекской, Сваринской, Константиновской и Андзельской волостями своего края. Административным центром волости является село Озолини.